# Negrilla de Palencia
Pour les articles homonymes, voir Palencia (homonymie).
Ne doit pas être confondu avec Palencia de Negrilla.
Negrilla de Palencia est une commune de la province de Salamanque dans la communauté autonome de Castille-et-León en Espagne.